# 氧青霉烷

克拉維酸

氧青霉烷（oxapenams）又称棒烷，音译克拉维烷，是青霉烷的硫被氧取代的化合物，可作为一类抗生素的母体结构。
氧青霉烷与青霉烷结构上类似，不过五元环5号位置的硫原子由氧原子取代。
氧青霉烷类抗生素的一个例子是克拉維酸（clavulanic acid）。

## 命名语源
棒烷及 clavam 的语源是因这类抗生素衍生自棒状链霉菌（Streptomyces clavuligerus）的生成物，而此菌的种加词 clavuligerus 源自拉丁语 clāvula（little branch or stick）、-ger（-bearer, -carrier）和 -us（adjectival suffix）为“带小棒”之义；而β-内酰胺类抗生素，属于烷类的以 -am 作为后缀，故而得名。